# Сорокин, Семён Егорович
Семён Егорович Сорокин (9 февраля 1922 — 30 апреля 1994) — советский военнослужащий, лейтенант. Участник Великой Отечественной войны, участник штурма Рейхстага 30 апреля 1945 года.

## Биография
Родился 9 февраля 1922 года в деревне Грибаново ныне Истринского района Московской области. Русский.
Подростком уехал в Москву, выучился на токаря, работал на Московском авиаремонтном заводе.
В январе 1942-го ушел добровольцем в РККА. На фронте с марта 1943 года. Дважды ранен — в августе 1943 года и в сентябре 1944 года. Командовал миномётным расчётом, а после курсов — командир взвода 674-го стрелкового полка 150-й стрелковой Идрицко-Берлинской дивизии. Член ВКП(б).
После окончания войны некоторое время служил в Германии, демобилизовался в 1947 году. Жил в Москве, снова работал токарем.
В 1985-м году награждён орденом Отечественной войны I степени.

## Награды
Кавалер орденов Красного Знамени (№: 121/н от: 18.06.1945), Красной Звезды(№: 42/н от: 02.08.1944), Отечественной войны I (№: 25/н от: 27.03.1945) и II степеней (№: 132/н от: 30.05.1944). Награждён медалями «За взятие Берлина», «За победу над Германией».

## Участие в штурме рейхстага
В 22 часа 40 минут на западном фасаде крыши разведчиками 674-го полка во главе с лейтенантом С. Е. Сорокиным был установлен третий красный флаг.